# المحقق كونان: المطارد الأسود
المحقق كونان: المطارِد الأسود (باليابانية: The Raven Chaser،名探偵コナン 漆黒の追跡者، بالروماجي: Meitantei Konan: Shikkoku no Cheisā، حرفيًا: المحقق العظيم كونان: المطارِد الأسحم (شديد السواد)) هو فيلم أنمي طويل، وهو الفيلم الثالث عشر من سلسلة أفلام المحقق كونان، صدر الفيلم في اليابان يوم 18 أبريل 2009 وحصد هذا الفيلم على 3.2 مليار ين في شباك التذاكر اليابانية المحلية، مما جعل من الفيلم ثاني أعلى فيلم إيراداتٍ في سلسلة المحقق كونان بعد فيلم عين خفية في البحر البعيد.
الفيلم ينطوي على الأعضاء العاملين في المنظمة السوداء مما يجعل هذا الفيلم الثاني عن المنظمة السوداء منذ فيلم عد تنازلي إلى الجنة.
يحتوي الفيلم على ظهور عضو جديد من المنظمة المسؤولة عن تقلص جسد البطل سينشي كودو المعروفة باسم المنظمة السوداء يُدعى آيرِش (بالإنجليزية: Irish)‏ يكتشف تحول سينشي كودو إلى كونان إيدوجاوا مما يعرض حياته وحياة من حوله للخطر. ترشَّح الفيلم كأفضل فيلم أنميشن لجوائز الأكاديمية اليابانية لعام 2010.

## القصة
تبدأ القصة باستيقاظ كونان من كابوس فيه تتمكن المنظمة السوداء من معرفة هويته الحقيقية والقبض عليه وتكاد تقتل ران.
رجل يقود على طريق التلال فجأة يدرك أن فرامل سيارته لا تعمل وتسير بسرعة عالية، وتحطم سيارة في كشك حصيلة. يموت الرجل ولكنه يترك رسالة غامضة قبل الموت : «تاناباتا. كيو». وجد بجانبه قطعة من الماهوجونج بجوار جثة وعثر على ست حالات متشابهة في طريقة القتل في طوكيو، كاناغاوا، شيزوكا، ناغانو وأماكن أخرى في اليابان. بسبب ما قطعة من الماهوجونج بجانب كل ضحية، والشرطة نستنتج أن نفس الشخص أو العصابة التي ارتكبت هذه الجرائم على نطاق واسع، توحدت شرطة المحافظات في اليابان للعثور على القاتل. بعد مؤتمر الشرطة حول هذه القضية، كونان يكتشف ضابط من الشرطة يخرج من المبنى بسيارة سوداء 356A بورش، التي يملكها جين. و يستنتج أن أحد أعضاء المنظمة السوداء متنكر كضابط شرطة، وتسللوا إلى الاجتماع.

## الأصوات
- مينامي تاكاياما بدور كونان إيدوگاوا
- كابي ياماغوچي بدور سينشي كودو
- أكيرا كاميا بدور كوگورو مورس
- أكانا يامازاكي بدور ران موري
- ميگومي هاياشيبارا بدور هايبرا آي
- يوكي توشي هوري بدور جين
- شافيرون بدور المفتش ميگوري
- أتسوكو يويا بدور ميواكو ساتو
- ماساشي سوجووارو بدور هونجو كازوكي
- فوميكو أوريكاسا بدور هونجو ناناكو
- يوكو ميامارو بدور كازوها توياما
- يوجي تاكادا بدور ياماتو كانسوكي
- ناوكو ماتسوي بدور سونوكو سوزوكي
- ريو هوريكاوا بدور هيجي هاتوري
- سيزو كاتو بدور ماتسوموتو كينوجاوا
- توشيو فوروكاوا بدور يامامورا ميساو
- أتارو تاكاگي بدور گينتا كوجيما وتاكاگي
- يوكيكو إيواي بدور أيومي يوشيدا
- فوميهيكو تاهيكي بدور فودكا
- هيرويوكي كينوشيتا بدور كورن
- إيكوي أوهتاني بدور ميتسوهيكو تسوباريا
- أيسوهن بدور چيبا
- كازوهيكو إينو بدور شيراتوري
- كينيچي أوغاتا بدور الدكتور أگاسا
- كيكو إينو بدور كانتي
- مامي كوياما بدور بلموت
- يوجي ميكيموتو بدور آيرش

## وصلات خارجية
- المحقق كونان: المطارد الأسود على موقع IMDb (الإنجليزية)
- المحقق كونان: المطارد الأسود على موقع ألو سيني (الفرنسية)
- المحقق كونان: المطارد الأسود على موقع Turner Classic Movies (الإنجليزية)
- المحقق كونان: المطارد الأسود على موقع أول موفي (الإنجليزية)
- المحقق كونان: المطارد الأسود على موقع فيلمافينيتي (الإسبانية)
- المحقق كونان: المطارد الأسود على موقع قاعدة بيانات الفيلم (الإنجليزية)
- المحقق كونان: المطارد الأسود على موقع ليتربوكسد (الإنجليزية)
- المحقق كونان: المطارد الأسود على موقع كينوبويسك (الروسية)
- المحقق كونان: المطارد الأسود على موقع ANN anime (الإنجليزية)

- الموقع الرسمي (باليابانية)

- المطارد الأسحم في allcinema. (باليابانية)

- المطارد الأسحم في شبكة أخبار الأنيمي. (بالإنجليزية)